# Moein

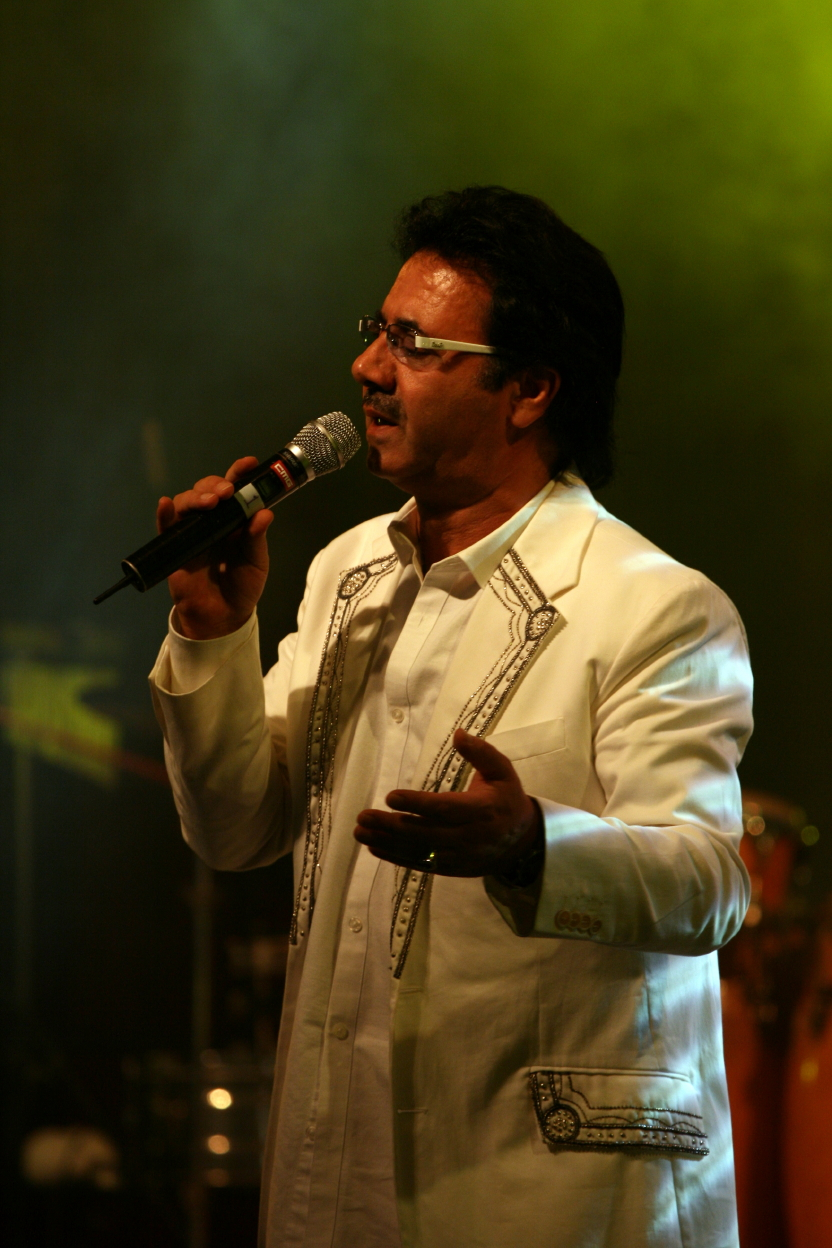
Moein under en konsert i Malaysia.

Nasrollah Moein Najafabadi (persiska: نصرالله معین نجف آبادی), född 1951 i Najafabad en förort till Esfahan. Najafabadi är känd under artistnamnet Moein. 
Moein började sin artistkarriär med att sjunga i radio. År 1982 släppte han sitt första album som fick namnet Havas (på persiska 'lust'). Året därefter släppte han ett nytt album (Yeki Raa Dost Midaram) som blev uppmärksammat i Iran. Under senare år har Moein blivit mycket känd i Iran. Hans nyaste låt heter "Mardom" och släpptes i september 2012. 

## Diskografi

### Studioalbum
På Taraneh Records
- 1985 Havas
- 1986 Yekira dust midaram
- 1987 Arezoo
- 1988 Safar
- 1988 Kaabeh
- 1988 Bibigol
- 1989 Asheghtar Az Man Cheh Kasee
- 1990 Esfahan tillsammans med Faezeh
- 1990 Golhaye Ghorbat
- 1992 Paricheh
- 1992 Sobhet Bekhair Azizam
- 1992 Khatereha 7 tillsammans med Shohreh Solati
- 1994 Live in concert
- 1995 Mosafer
- 1996 Tavalode Eshgh
- 2004 Greatest Hits

På Caltex Records
- 1992 Namaz
- 1997 Panjareh
- 1998 Moa'mma
- 2000 Parvaaz
- 2002 Lahze ha
- 2007 World of Love

På MZM Records
- 2007 Tolou

### Singlar
- 2011 Hamdam
- 2011 Bachehaye Alborz (Khoone Siavash)
- 2012 Delam Tangete
- 2012 Majnoon
- 2012 Mardom
- 2013 Gole Naz Darom
- 2013 Parandeh feat. Siavash Ghomayshi
- 2013 Aghoosh